# Битва на Жовтому морі (1904)
Битва на Жовтому морі (яп. 黄海海戦 (日露戦争), рос. Бой в Жёлтом море) відбулась 10 серпня 1904 у ході Російсько-японської війни 1904/05 років поміж кораблями Імперського флоту Японії і 1 ескадри Тихоокеанської ескадри Російського імператорського флоту при спробі її прориву з Люйшуна (Порт-Артур) до Владивостока.

## Історія
З липня 1904 японська армія розпочала безпосередню облогу Порт-Артура, розміщеного у Китаї. Вони облаштували на навколишніх узгір'ях батареї 120-мм гармат, що отримали можливість прицільно стріляти по гавані, де була стоянка кораблів 1-ї Тихоокеанської ескадри. Командувач ескадри адмірал Вільгельм Вітгефт не бачив можливості перемогти японський флот у відкритому бою, але обстріл гавані загрожував знищенням кораблів без бою. Намісник провінції Далекого Сходу і командувач російськими військами у Маньчжурії, Порт-Артурі Алєксєєв наказав вивести кораблі до Владивостока. Ранком 10 серпня 1904 з порту вийшла ескадра, прохід для якої у мінних полях до 10.30 звільняли тральщики. У порті залишився пошкоджений міною крейсер «Баян». У відкритому морі кораблі вишикувались у кільватерну колону:
- панцирники флагман «Цесаревич»[4], «Ретвизан»[5], «Победа»[6], «Пересвет»[7], «Севастополь», «Полтава»;
- крейсери під командуванням адмірала Н. Рейценштейна[8]:флагмана «Аскольд»[9], «Паллада»[10], «Диана», «Новик»;
- есмінці
  - 1 група під командуванням начальника 1 загону міноносців капітана 2-го рангу Є. Єлісєєва — «Выносливый»[11], «Властный»[12], «Грозовой»[13], «Бойкий»[14]
  - 2 група під командуванням командира міноносця лейтенанта А. С. Максимова — «Бесшумный»[15], «Бесстрашный»[16], «Беспощадный»[17], «Бурный»[18].
- завершував стрій шпитальний корабель «Монголия»[19].

Згодом міноносці вийшли на траверзу флагманського панцирника — 4 праворуч і 3 ліворуч.
Порт Артур блокувало п'ять угрупувань японських кораблів:
- 1 дивізіон адмірала Х. Того — панцирники «Мікаса», «Асахі»[20], «Фудзі»[21], «Шікішіма»[22], панцирні крейсери «Касуга»[23], «Нісшін»[24];
- 3 дивізіон контр-адмірала Ш. Дева[25] — панцирний крейсер «Якумо»[26], крейсери «Касагі»[27], «Такасаго»[28], «Чітосе»[29];
- 5 дивізіон контр-адмірала Х. Ямада — панцирник «Чін-Ієн»[30], крейсери «Хасідате»[31], «Мацусіма»;
- 6 дивізіон контр-адмірала М. Того — панцирний крейсер «Асама»[32], крейсери «Акасі»[33], «Сума»[34], «Акіцусіма»[35], «Ікуцусіма»[36]
- 18 есмінців, 30 міноносців

## Бій

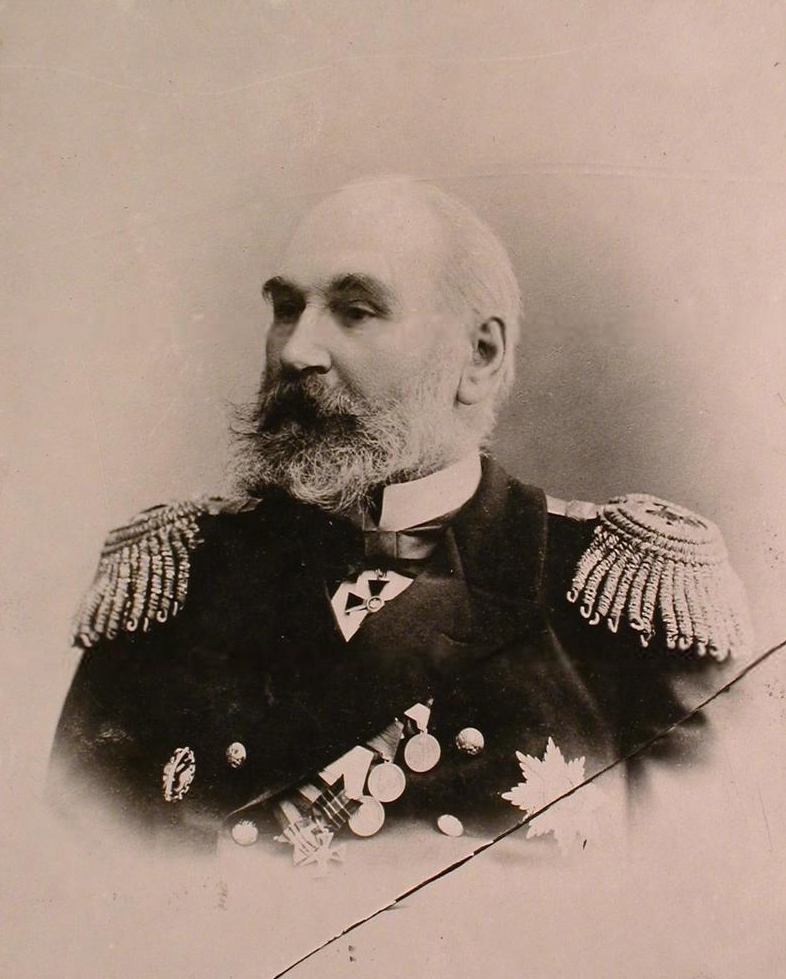
Адмірал Вільгельм Вітгефт

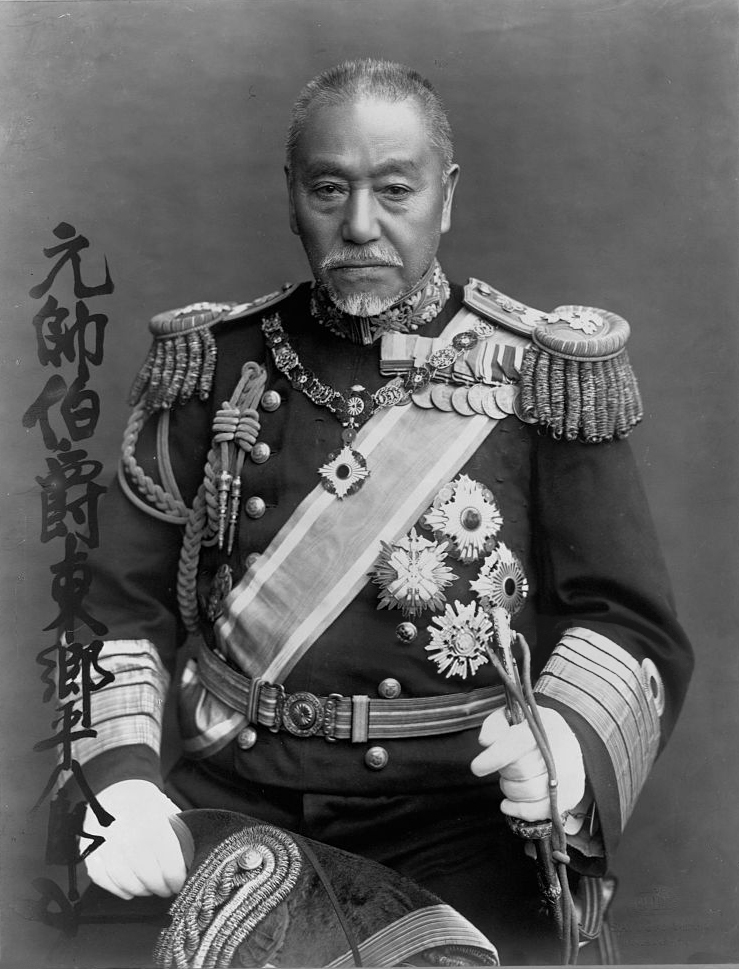
Хейхатіро Того

Російська ескадра мала на меті пройти без втрат шлях до Владивостока, прямуючи на південний-схід. Незабаром після її виходу адмірал Того отримав інформацію про напрямок її руху і спрямував на її перехоплення з північного сходу 1 дивізіон, який повинен був перетяти її курс. Він мав намір зупинити ескадру біля півострову Шаньдун. З півдня висунувся 3 дивізіон швидкохідних крейсерів, а з півночі 5 дивізіон з повільних але потужних старих панцирників і 6 дивізіон з легких крейсерів.
О 12.15 японці першими відкрили вогонь з відстані 14 км. Російська колона змінила курс, що дозволило їй розійтись з японцями на зустрічних курсах на відстані 8,3-9,3 км. О 13.00 японці перенесли вогонь по крейсерах, які повернули вліво, утворивши другу кільватерну колону. Обстріл припинився о 14.30 і Першій ескадрі вдалось відірватись від переслідування, прямуючи до Корейської протоки. Декілька кораблів отримало легкі пошкодження, а Того розвернув свої кораблі, розпочавши переслідування. О 16.30 йому вдалось наздогнати 1-шу Тихоокеанську ескадру і відкрити вогонь на відстані 8-10 км, ведучи кораблі кільватерною колоною по її правому борту. Японці йшли у наступному порядку — «Мікаса», «Асахі», «Фудзі», «Шікішіма», «Касуга», «Нісшін», «Якумо». Російські крейсери і міноносці перейшли ліворуч від панцирників, уникаючи обстрілу. Японці переважно вели вогонь по «Цесаревичу», в меншій степені по «Ретвизану», «Пересвету». Російські кораблі сконцентрували вогонь на «Мікасі». Вільгельм Вітгефт вже бачив можливість відірватись від японців у сутінках, що насувались. О 17.00 влучний постріл вирішив хід бою. 305-мм набій влучив у командирську рубку «Цесаревича», де загинули адмірал Вітгефт з офіцерами штабу. Командування прийняв капітан 1 рангу М. Іванов, який не повідомив ескадру про загибель командуючого. Через 12 хвилин інший набій попав у мостик управління, від чого загинули всі офіцери і моряки на мостику, була пошкоджена система керування стерном. Флагман втратив керування і різко змінив курс вліво. Кораблі строю сприйняли це за намір ухилитись від обстрілу і почали змінювати курс за ним. «Цесаревич» увійшов у циркуляції, перетнувши стрій ескадри. Коли контр-адмірал П. Ухтомський на «Пересвет» отримав з нього сигнал перейняти командування, стрій кораблів був порушений. Через пошкодження стеньги мачти було ускладнено передавання флагових сигналів і він не подав сигналу про прийняття командування. У цей час «Ретвизан» розвернувся в сторону японського строю. Патріотичні газети потім писали, що його командир капітан 1 рангу Е. Щенснович мав намір протаранити один з японських панцирників. Більш вірогідною є версія, що він мав намір пройти через стрій японських кораблів. Але капітан був поранений і «Ретвизан» розвернувся і повним ходом пішов на Порт-Артур. На 18.00 стрій японців повернув наліво, перегороджуючи шлях на Корейську протоку. Російські крейсери розвернулись разом з панцирниками, але о 18.50 контр-адмірал Н. Рейценштейн вирішив самостійно прорватись крізь японський стрій, піднявши сигнал «Усім крейсерам прямувати за мною». Його крейсер «Аскольд» розвинув максимальну швидкість, а за ним пішов «Новик». Обидва крейсери прорвались, отримавши пошкодження. Два інші крейсери повернулись до Порт-Артура.
З настанням темряви частина кораблів взяла курс на Порт-Артур, частина вирішила скористатись темрявою і прорватись на південь. Адмірал Того не став переслідувати російські кораблі, побоюючись випадкових пошкоджень у темряві у можливому потенційному ближньому бої та торпедних атак. На цьому завершилась битва, в ході якої жоден корабель не затонув.

## Після бою

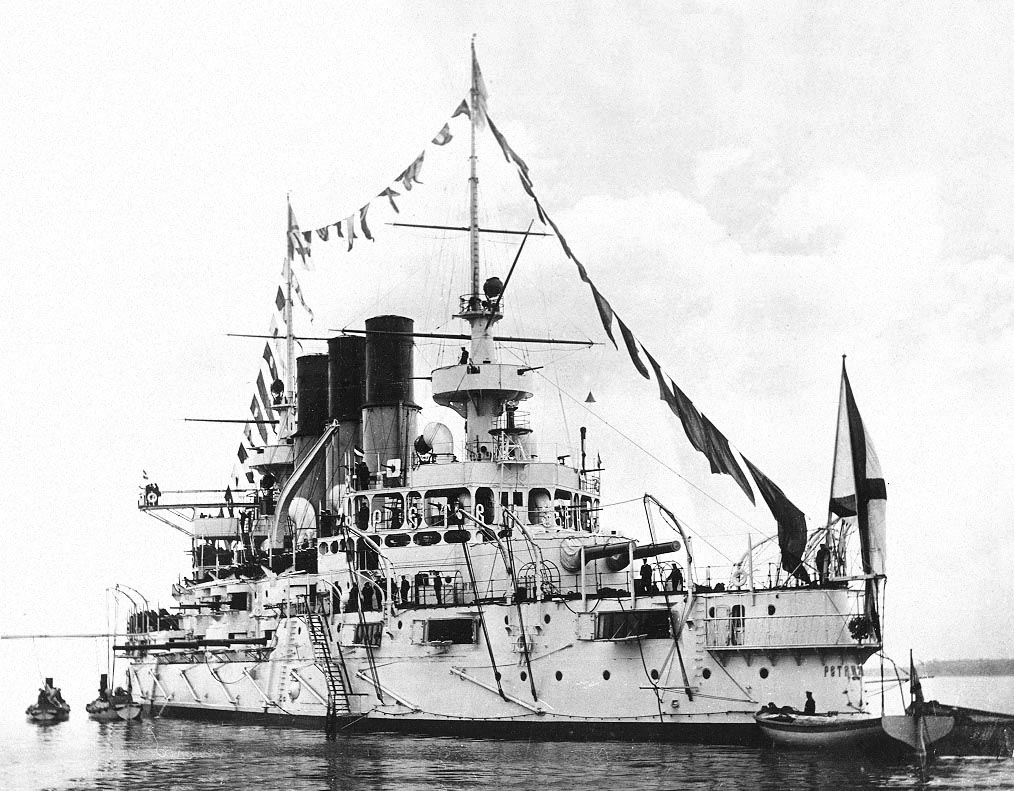
«Ретвизан» в Ціндао. 1902

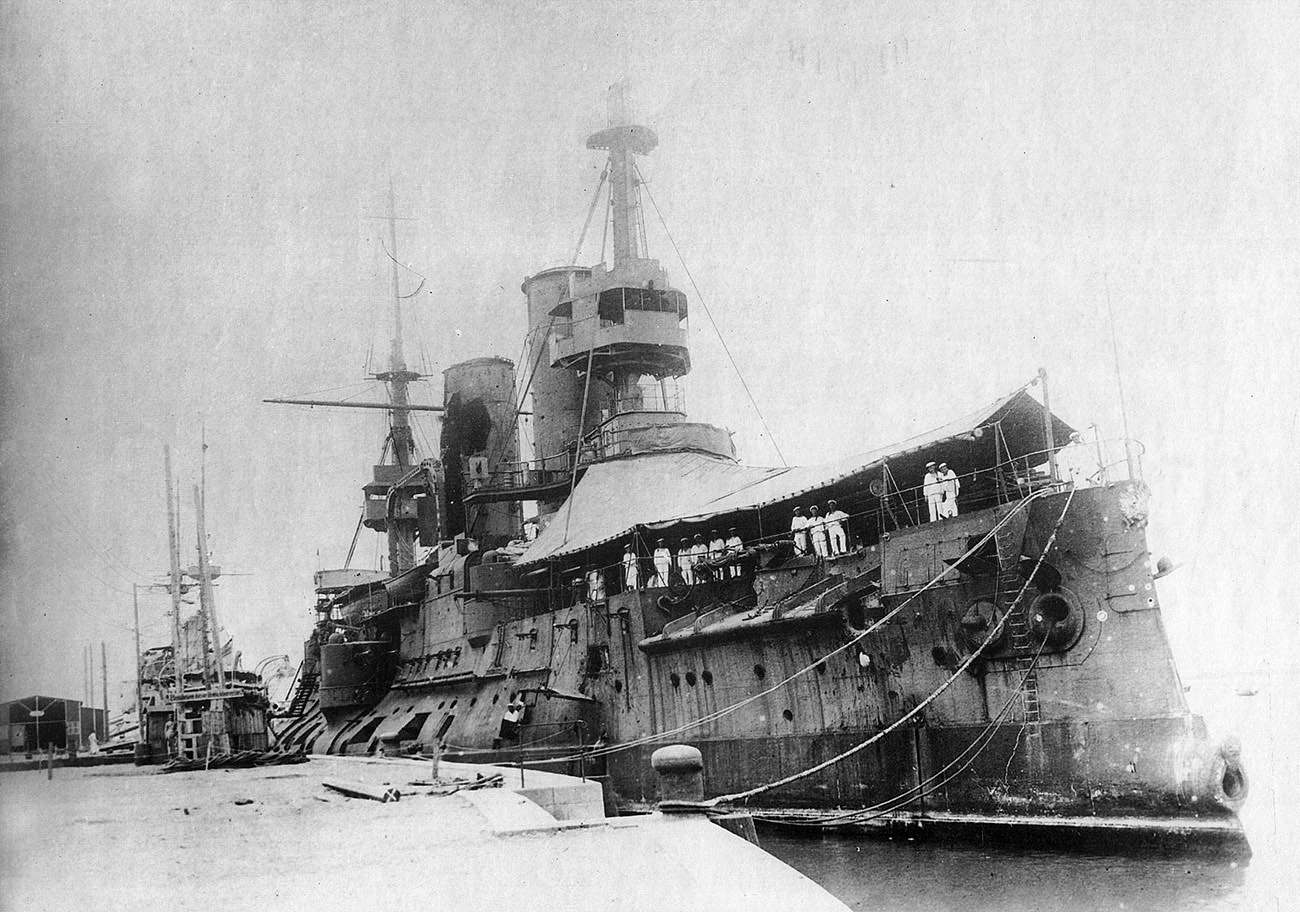
Інтернований «Цесаревич» у Ціндао. 1904

У «Цесаревича» до вечора відновили керування стерном і він дійшов до німецької бази Ціндао в Китаї, куди самостійно прийшли есмінець «Бесшумный», міноносці «Бесстрашный» з «Беспощадным». Від них відстав «Бурный», який вночі сів на мілину біля мису Шаньдун. Його підірвав екіпаж, який по суходолу добрався до Порту-Едварда — британської колонії Вейхай. Крейсер «Диана» добрався аж до Сайгону. Через пошкодження «Аскольд» увійшов до порту Шанхай. Усі ці кораблі були інтерновані і стали єдиними кораблями Російської імперії, що пережили війну. Капітан «Новика» поповнив запас вугілля у Ціндао і вирішив йти до Владивостока. Він обійшов з сходу Японські острови і у протоці Лаперуза 20 серпня був перехоплений крейсерами «Цусіма», «Читосе». Пошкоджений «Новик» увійшов до порту Корсаков, де екіпаж його затопив. З кораблів, що повернулись до Порт-Артура, були зняті гармати, боєкомплекти і передані сухопутним військам. Кораблі були затоплені у січні 1905 напередодні капітуляції бази. Згодом були підняті японцями. Для підтримки прориву ескадри з Владивостока вийшов загін крейсерів, який зустрівся з японськими крейсерами 14 серпня у битві біля Ульсану.
У японців найбільших пошкоджень зазнав «Мікаса», на якому загинуло 32 моряки. Пошкодження отримали «Асахі», «Якумо», «Кассуга». Одночасно завдяки кращій підготовці артилеристів, британським далекомірам японські панцирники 130 разів попали в ціль, а російські 32. Після бою перша Тихоокеанська ескадра фактично втратила боєздатність.

## Джерела

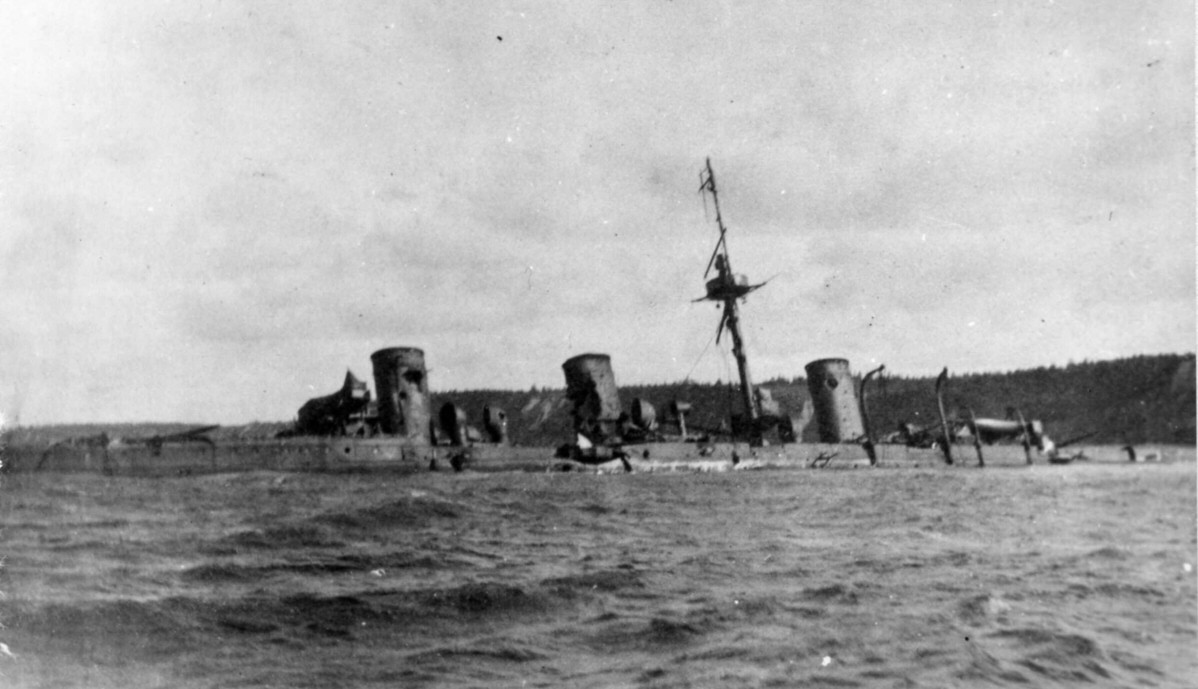
Затоплений «Новик»

### Результати бою
|               |                                                               |                          |
| Назва         | Кількість попадань                                            | Втрати екіпажу           |
| «Цесаревич»   | 13×305-мм • 2×203-мм                                          | 12 загинуло, 47 поранено |
| «Победа»      | 11 великого калібру                                           | 4 загинуло, 29 поранено  |
| «Пересвет»    | 39 різного калібру                                            | 13 загинуло, 69 поранено |
| «Полтава»     | 12-14 × 203-305-мм                                            | 12 загинуло, 43 поранено |
| «Ретвизан»    | 18 × 203-305-мм                                               | 6 загинуло, 42 поранено  |
| «Севастополь» | декілька попадань великого калібру                            | 1 загинув, 62 поранено   |
| «Мікасса»     | 20 попадань великого калібру кормова вежа 305-мм пошкоджена   | 125 вбито і поранено     |
| «Асахі»       | 1×305 мм нижче ватерлінії кормові 305-мм вежі виведені з ладу | 2 поранено               |
| «Шікішіма»    | 1×305-мм                                                      |                          |
| «Якумо»       | 1×305-мм                                                      |                          |